# プリンタニア・ニッポン
『プリンタニア・ニッポン』は迷子による日本の漫画作品。2019年1月10日からウェブコミックサイト『マトグロッソ』（イースト・プレス）にて連載開始後、2024年3月8日ウェブコミックサイト『COMIC ポルタ』（イースト・プレス）に移籍。
現代日本と共通する背景を一部持ちながらも高度に進歩した科学技術を備えるミステリアスな世界観の中、生体プリンターによって出力された謎の生物を主題に日常が描かれるSF作品である。

## あらすじ
地形設計士の佐藤は生体プリンターで柴犬を作成しようとしたが、実際に出力されたのは餅に手足が生えたような謎の生き物だった。佐藤はその生き物「プリンタニア・ニッポン」を「すあま」と名付け飼育することを決意し、すあまを通じて行動範囲を広げていく。

## 登場キャラクター
佐藤（佐藤46）
地形設計士として働く青年。ニューチノー社の生体プリンターを手に入れて柴犬を作ろうとしたものの、操作の困難さにより謎の生物が出来上がってしまう。マイペースな性格で感情の起伏が少なく、食やインテリアに対してもこだわりが非常に薄い。愛想なし且つ人見知りで、交友関係が狭く塩野が唯一の友人だったが、すあまの飼育を始めてからは少しずつ知人や友人が増えてきている。すあまは希望していた柴犬としては出力されなかったものの、愛着を持って共生している。
本業は地形設計士であるが、回顧祭のために食品用プリンターを巧みに操作したり、精霊船のモデリングをしたりと意外に多才。
すあま
佐藤が生体プリンターで出力したプリンタニア・ニッポンという新種の生き物の一個体。同種の中では人懐こい性格をしているとのことで、飼い主である佐藤にとてもなついている。元々佐藤が柴犬を作るつもりだったせいか、犬に対しては複雑な想いを抱いているようで、単身ドッグランに行き”犬を学ぼう”としていたこともある。塩野のことが苦手で抱き上げられたり抱えられたりすると機敏な動きで抵抗するが、瀬田とは普通に触れ合っている。同種の中では活動的な個体らしく、光合成だけでは栄養が補えなくなり、栄養添加されたざらめを餌として与えられている。
佐藤を守ろうとする意思があることが明かされている他、巨大になって佐藤を背に乗せる妄想をしているシーンや模擬戦で残兵から佐藤を守ろうと戦うシーンなどで佐藤への愛情が描写されている。仮想空間のアバターでは向井やもなか達への憧れや願望が反映され、筋肉質で体高230cmもの大きな人型になった。この姿は「むきま」と呼ばれ、この姿の時は佐藤と人語で会話をすることができる。
そらまめ
佐藤が気付かないうちにすあまの直後に出力されていたプリンタニア・ニッポン。塩野に命名された。掌に乗る程度のサイズで体色は緑。食欲旺盛で活動的、好奇心も強くすあまと違って塩野と仲が良い。仮想空間のアバターでは自身の憧れや願望が反映されたのか巨大な姿になった。
佐藤の生活改善コンサルタント（nn266e38）
佐藤専任の「コンサル」。物理ハンドや物理ボディですあまをよく揉んでいるが、時折容赦のない揉み方をしている。塩野によれば佐藤のコンサルは「応用力がポンコツ」。子供の頃から佐藤を見守ってきており、成長した佐藤の様子を見て感涙する場面もある。
塩野（塩野1）
ジャンク屋を営む佐藤の友人。佐藤とは対照的に陽気かつ楽観的な性格で、佐藤曰く「やかましくて元気でうるさい」。すあまのことをとても気に入っているのだが、すあまからは好かれていない為、瀬田がすあまと普通に接しているのを見て嫉妬心を見せる場面もある。非常に頭が良く、すあまのホバーボードやそらまめの発信機を作成するなど技術力に優れ、ハリスを模したデコイを製作するチームにも選ばれる。壁付近で根付いたプリンタニア達の世話を行うプリンタニア型指導機を作成し、生餅会でも認定を受けた。ハムスターの「ハムオ」を飼育中。
ハムオ
塩野に飼育されている「お古の」ハムスター。元々は塩野が仕事で世話になった人物の扶養動物であったが、彼が彼岸へ渡った為塩野が引き継いで扶養している。よく塩野の指をかじる。すあまのことは巣材かもしれないと思っているらしい。
塩野の生活改善コンサルタント（nn266a92）
塩野専任の「コンサル」。短絡的に行動してしまう塩野に対し、親身になって指導・教誡を行っている。回顧祭の後、そらまめを一時的とはいえ行方不明にした塩野と共に謝罪するため、ハリスに似せた売り物の物理ボディに入った状態で佐藤の自宅を訪れた。蜘蛛型の小型残兵に塩野が咬まれた際には「キレ散らかした」らしく、その後ハリスを模したデコイのボディに入って蜘蛛型の残兵を一体一体丁寧に潰して回った。
高城（高城11）
ニューチノー社の元CEOにして全ての元凶。自社の生体プリンタがプリンタニアを出力することを知りながら、「かわいい」という理由でそのままリリースしてしまった。プリンタニアへの愛が非常に強い。生体プリンタUI不備に関する一連の騒動により諸権限を剥奪されたが、元々の到達Lvが高かったためプリンタニア・プランの責任者に任命された。権利等は開拓層と同等となったものの情報開示レベルは依然非常に高く、一般には公開されていないこの世界の事情なども把握している。
遠野（遠野70）
評議会から派遣されニューチノー社工場跡地に勤務している獣医で、穏やかで動物にも優しい性格。プリンタニアだけでなく他の動物を診ることもある。業務上人手不足を感じており、瀬田に獣医になることを勧める。かつて移植を必要とするような先天的な問題を持っており、入院している際に向井と知り合ったものの後に向井から一方的に友人登録を解除された過去があり、そのことを根に持っているような描写がある。後に向井とは和解したが、向井に対しては普段の礼儀正しさや温厚さとはかけ離れた砕けた態度を取ることがある。
瀬田（瀬田8）
開拓から特進して佐藤達の住む高レベルエリアに越してきた青年。開拓地にいた頃からプリンタニアに愛着を持っていたが、汚染対策の装備のせいでプリンタニアの感触を知らないままであった。運動施設ですあまを見かけて佐藤に声をかけようやくプリンタニアを触ることができ、その後佐藤と友人登録をする。作業中に残兵に遭遇し左腕を失っているが、塩野の手配で5本に分岐した触手状の便利な義手を手に入れる。自己評価が低くネガティブな傾向があり、単純作業をしていればよかった開拓の仕事とは違い、高レベルエリアでは自分にできることはないのではないかと思い悩んでいたが、佐藤との出会いを経て獣医を目指し勉強することになる。遠野の元で働くようになり、仕事のやり甲斐を感じ自信もついてきたようで、プリンタニア捜索のための彼岸行きにも反対をおして参加を希望した。手先が器用でストレスがたまるとプリンタニアぬいぐるみを自作する他、すあまに乗せるために作った佐藤ぬいぐるみはすあまも感動するほどの出来栄えだった。
瀬田の生活改善コンサルタント
瀬田専任の「コンサル」。無理をしがちでネガティブな傾向のある瀬田を案じている。
向井（向井62）
もなかの飼い主。回顧祭の後、そらまめを行方不明騒動に巻き込んだ謝罪のため手土産を持って佐藤の自宅を訪れた。採掘を生業としており、片目は採掘向けの特殊な機能を備えた義眼になっている。壁外で活動するため残兵と戦うこともあり、戦闘能力は高い。友人登録が免除されるほど話し下手で寡黙なタイプであり、佐藤とは通じ合うものがある。遠野とは子供の頃に交流があったが、一方的に友人登録を解除してしまったことでわだかまりがある。その後、遠野とは佐藤達の影響で和解した。
もなか
全身が毛に覆われた特殊なプリンタニア・ニッポン。向井がラクダを作ろうとした際に長毛と設定して出力された。普段はメレンゲと共に向井の補助生物として壁外の活動に随行しており、荷物の運搬をしている他、残兵に存在を感知されにくいというプリンタニアの特徴を活かして残兵を体当たりで足止めしたりしている。名前の由来は「口に入れたらもさもさしていそうだから」。回顧祭で飼い主とはぐれ単独でいたところに佐藤達と遭遇し、佐藤達に連れられ無事に向井の元へ戻った。ラクダとしては生まれなかったものの、鞍を作ってもらい向井を乗せた時には本来の使命を果たせると思ったのかご機嫌な様子を見せた。瀬田のトリミングによりふわもちの外見になり向井から絶賛される。比較的サイズの大きい個体で毛に覆われているせいか、跡地では他のプリンタニアから大人気らしい。仮想空間のアバターではメレンゲへの憧れや抱っこされてみたいという願望が反映されたのか、抱き上げられるサイズの耳のない猫のような姿になった。
メレンゲ
向井がもなかより随分前に作成した黒豹。残兵を破壊することに長けており、もなか同様向井の採掘に同行している。もなかとの仲は非常に良好な模様で、すあま達や他のプリンタニア達にも友好的。名前の由来は目の色から。
向井の生活改善コンサルタント
普段は手首に装着する携帯型機器で向井をサポートしているが、壁外では自我機能がオフになる。十分な休養を取らない向井に対し厳しい態度を取る。
永淵（夢売り/夢捨て屋）
悪夢を買い取ってくれる店の店主。夢売りの際はスピーカーに似た頭部を装着した物理ボディのような姿で現れ、人語でない音声を発する。後に彼岸で迷子になったすあま達を保護した際には全く違う姿で現れ、佐藤達を連れて彼岸でのプリンタニア捜索を行った。彼岸管理人のひとりであり、夢の売買はあくまで副業のようなものらしく、世界の秘密についてかなり深い部分まで知っていることが示唆されている。彼岸の住人と名乗っていることから既に肉体は死亡しているものと思われる。ポチ太郎ペス之助という柴犬を飼っている。
ポチ太郎ぺス之助（繝昴メ螟ｪ驛弱?繧ｹ縺ｮ蜉ｩ）
永淵が縁あって預かっている柴犬。すあまは当初犬として作られる予定だったことから彼を慕っている様子がある。永淵からは略して「ポペ」と呼ばれることもある。
永淵のコンサル
もこもことした小型の物理アバターを使用している。生前の永淵の声を記憶している。
監視猫
通称「猫」。警備や治安維持のような役割に従事している模様。円錐形に近い形状で、頭部には猫のような耳状の突起と目がついている。従事する業務によってか色の違うモデルも存在し、後に「仔猫」と呼ばれるかなり小さいモデルも導入開始された。
レジェンドもち
ニューチノー社跡地にいる最も巨大なプリンタニア・ニッポンの個体。塩野が勝手に命名した。他の小さい個体たちを見守りたいが根を張りたいという想いがあるようで、現在は跡地のスペースに根づいている。蜘蛛型の小型残兵をその巨体で押しつぶした。
待屋
壁外に出た友人から受け取った植物の種を蒔いた青年。環境管理の仕事に就いている。蒔いた種が成長し開花することで不干渉壁の崩壊を招くため、猫達によって花が焼却処分されたことにショックを受けて体調を崩していたが、彼岸の慰霊碑の付近で佐藤と再会し、少し元気になった姿を見せた。その後は種の件で軽微なペナルティを受け療養施設で過ごしていたが、そこでプリンタニア緩和ケアのテスターとなり、施設を出た後に一時預かりという形でピンク色のプリンタニアと暮らしている。
継枝
回顧祭でかつての神事を模した展示を行っていた人物。旧人類文化研究に携わっており、彼岸の飲食店で佐藤達と再会する。ワオキツネザルの「てごね」を飼っている。
白ポメ（個体名不明）
遠野が誰かから預かって飼育している白いポメラニアン。非常に元気で人懐こく、プリンタニアにも友好的。
矢浦（矢浦27）
佐藤が案内人を担当した少年。好奇心旺盛で衝動的に行動する傾向があり、スクール管理地からの脱走歴もある。プリンタニアに強い関心を寄せており、プリンタニア好きの友人らとプリンタニアの調査会を結成している。塩野同様動きが激しく大きい声を出すことですあまを驚かせてしまうが、冷静に佐藤に諭されて善処しようと努めるなど、素直な性格。プリンタニア療養院を訪れ、プリンタニア関連の職に就きたいという希望を持つ。
矢浦のコンサル
矢浦専任の「コンサル」。子供向けモデルと思しき丸みを帯びた物理ボディを使用している。矢浦がプリンタニアに強い関心を寄せていること、佐藤の古い友人である塩野のコンサルが佐藤を高く評価していることから、佐藤を案内人に選んだ。衝動的に行動する矢浦を理解しつつ体を張って確保したり指導したりしている。彼岸接続時には塩野のコンサル同様ハリスモデルのアバターを使用している。
弓立
矢浦の友人。塩野が案内人を務めるが、塩野が困惑するほど感情の起伏が少なく反応が薄い。

## 用語
プリンタニア・ニッポン
ニューチノー社の生体プリンターから出力された謎の生物。「プリ」「プリンタニア」とも呼ばれる。同種の生き物が多数出力されたことから、評議会に新種の生物として認められ「プリンタニア・ニッポン」と正式に命名された。体のサイズは個体によってまちまちで、指でつまめる程の小さいサイズから人間を遥かにしのぐ体高を持つものまで幅広いが、豆のような形状に4本の足が生えており、もちもちとした手触りを持つことは共通。ストレスを感じると固くなり、リラックスすると形状が変形しまるでとろけているような姿になる。また、その外観によって分類が指定されており、すあまのような標準的な個体は第一種、そらまめのように色やサイズに特徴がある個体は第二種、もなかのようにすぐにはプリンタニアと判断できない個体は第三種とされる。ストレス値の高い人間の側に寄る性質や残兵に認識されないという特徴を持つが、とにかく丈夫ということ以外はまだまだ謎が多い。不干渉壁の破壊を招く特定の植物に対し反応を示すため、植物の捜索においてはプリンタニアの協力が求められた。「根付く」個体が存在し、根付くと体から様々な種類の植物が生えるが、根付いた状態でも移動をすることがある。他の動物同様アバター化して仮想空間で活動することができるようになったが、「渡り」の際に彼岸で多数のプリンタニアが行方不明になり、旧人類の残滓と融合して仮想空間を破壊するという事件が起こった。
評議会
作中世界を管理していると思しき組織。監視猫は評議会もしくはその下位組織に所属しているような描写がある。
ニューチノー社
プリンタニア・ニッポンを出力したプリンターを発売していた会社。工場跡地はプリンタニア療養院（プリンタニアの診療施設兼保護施設。通称：跡地）となっており、遠野と瀬田はここに勤務している。
生活改善コンサルタント
通称「コンサル」。生活全般サポートをする各個人専任のAIのような存在。音声のみの対話の他、顔を模したホログラムのような表示や「物理ハンド」と呼ばれる手の形状をした実体のデバイスを使用してのやり取りも可能。更に物理ボディと呼ばれる素体を利用して実体として行動することも可能である。サポート対象の人間との関わりによってかそれぞれ行動様式や思考に個性がある。
開拓地
汚染区域と思われる地域。能力の低い人々が選別された結果ここで働いているような描写がある。沖縄開拓地・北海道開拓地・鹿児島開拓地などの存在が示唆されている。
生存試験区域
開拓地と一般居住区との間にあると思われる区域。防壁が存在していることが示唆されている。
残兵
国民以外の人間を回収しようとするロボットのような存在。開拓地に存在する過去の遺物であるらしく、訓練施設では残兵が各種展示され模擬戦用に運用されている。瀬田は開拓地で残兵に遭遇し左腕を切断された過去を持つ。「数は減ってきている」と言われているが、自動的に増えるという情報もある。回顧祭の頃に出現した蜘蛛型の小型残兵は、不干渉壁を破壊する目的で特定の「花」の種子を人間の多い場所に運ぶ役割を与えられており、その目的が失われた後は塩野や向井にも危害を加えた。元々は旧人類をサポートする機械であったと思われ、彼岸の奥に出現する残兵の幻影は何らかの危機において人類を避難誘導しようとしていたような様子を見せていた。
大きな猫
旧人類の時代から人類をサポートしていたと思われるもの。人類の継続のために造られたと言われており、どこかの時点で「帰還」して大きな技術的進歩をもたらしたが、その際には旧人類のほとんどは消えていたと永淵が語っている。
プリンタニア・プラン
汚染物質を吸収・消化できるよう改造を施したプリンタニアに汚染地域の浄化をさせようという計画。このプランにより200年程度の環境の再生の短縮が見込めると言われている。計画は実際に稼働しており、開拓地ではプリンタニアが放牧されている。
ポイント
単位はpt。商品やサービスの売買に使用されている。
ハリス
過去に作動していたAIのような存在で、物理ボディのような実体を持つ。マリヤと呼ばれる存在を守っていたというような言及があり、現行のコンサルにその核が引き継がれている。現在は監視猫の施設にて休止した状態で保管されている。
マリヤ
過去に存在した人間と思われる個体。ハリスのサポートを受けていたようであるが詳細は不明。荒期に残兵に奪われたと言われている。
回顧祭
複数日に渡って佐藤達の居住区で開催される祭。新たに発見された過去の遺物の展示や採掘人のブース、プリンタニアふれあいコーナーなどがある。
スクール
子供たちが所属・生活していると思われる組織及び施設。基本的に子供たちはスクールの管理区域内から出ず、大人と自由には接触しないというような示唆があり、大人がスクール管理区域に入る際にはチェックと行動制限がある。「１のスクール」「２のスクール」という段階がある模様。
生餅会
プリンタニアファンの集うSNS。佐藤はその存在を知らなかったが、プリンタニア飼育者の間では有名である模様。謎の管理人による飼育指南が好評だが、佐藤は管理人の正体に感づいたらしい。跡地の様子が定点カメラでライブ配信されている。
評価診断
ポイントや開示レベルを決定するために行われると思われる診断。ナノボット注入による身体解析、身体能力の測定、自身の仮想人格との対話などが行われる。扶養生物も評価診断の際に検査を受ける必要がある。
彼岸
肉体が死亡した人間が意識だけの存在となり、アバターとなって暮らす仮想空間。生者たちの世界である「此岸」で生きている人々には、死亡してからも意識や記憶を保持するための機関が肉体に埋め込まれており、死亡から一定期間内に処置を行うことでその意識と記憶を彼岸に移行することができる。このため、行方不明になった者や壁外で残兵等に肉体を回収された者は彼岸に移管されることがない。肉体を喪失して意識だけの存在となった人間が彼岸へと移る際には「精霊船」と呼ばれる乗り物に乗ることになっており、佐藤は依頼を受けてプリンタニア型の精霊船を作成した。彼岸へは生存している人間・動物もアバターとなって特定の時期に訪れることができ、その期間は「渡り」と呼ばれる。
プリ島（P-k221-4）
プリンタニア達の彼岸での異常行動や行方不明を防ぐパッチを当てるため、突貫工事で彼岸に作られた島。その後は高城によって転用され「プリプリ☆アイランド」というプリンタニアのテーマパークになった。自身のアバターをプリンタニアに変化させ、プリンタニアに「成る」ことができる「プリンタニア体験ルーム」が目玉。
荒期
詳細は不明だが、普段は開拓地など壁外で活動している人々が中央に戻って来る時期。壁外で活動している人々にとっては長期の休暇となる壁外から中央に戻る際には「大門」と呼ばれるゲートで検査を受けて中に入る必要がある。
案内人（ガイド）
子供達にスクール外の世界を案内する人物。登録制であり、採掘業務従事者は登録することができない。該当のスクール生(体験者)を担当するコンサルが登録された案内人の中から適任者を決定するシステム。

## 賞歴・ノミネート歴
| 発表年 | 賞                     | 部門          | 対象                   | 結果     |
| ------ | ---------------------- | ------------- | ---------------------- | -------- |
| 2020   | 次にくるマンガ大賞2020 | Webマンガ部門 | プリンタニア・ニッポン | 13位     |
| 2021   | 次にくるマンガ大賞2021 | Webマンガ部門 | プリンタニア・ニッポン | ランク外 |

## 書誌情報
- 迷子『プリンタニア・ニッポン』 イースト・プレス、既刊5巻（2025年2月13日現在）
  1. 2020年9月17日発売[1]、ISBN 978-4-7816-1915-6
  2. 2021年8月19日発売[6]、ISBN 978-4-7816-2001-5
  3. 2022年12月14日発売[7]、ISBN 978-4-7816-2149-4
  4. 2024年3月19日発売[8]、ISBN 978-4-7816-2292-7
  5. 2025年2月13日発売[9]、ISBN 978-4-7816-2425-9